# Stephen Jordan
Stephen Robert Jordan (Warrington, 1982. március 6. –) angol labdarúgó, aki jelenleg a Fleetwood Town játszik hátvédként.

## Pályafutása

### Manchester City
Jordan gyerekkora óta a Manchester Citynek szurkol. Nyolcéves korában kezdett el a klubnál edzeni, majd 2000-ben bekerült az ifiakadémiára is. 2002-ben kapta meg első profi szerződését, de ekkor még nem tartották elég képzettnek ahhoz, hogy az első csapatban szerepeljen. 2002. október 5-én három hónapra kölcsönadták a negyedosztályú Cambridge Unitednek. Már aznap, a Wrexham ellen debütált. Összesen 11 mérkőzésen kapott lehetőséget a csapatban, 2003. január 5-én visszatért a Cityhez.
Április 5-én, egy Bolton Wanderers elleni találkozón mutatkozott be a kék mezeseknél. 2004 nyarán lejárt a szerződése és úgy tűnt, távozni fog, a legfőbb érdeklődő a Peterborough United volt. Végül azonban egy évvel meghosszabbította kontraktusát. Később a Peterborough szerette volna kölcsönvenni, de úgy döntött, nem megy, mivel közel állt ahhoz, hogy bekerüljön a manchesteriek kezdőjébe. A következő idényben 19 Premier League-mérkőzésen kapott lehetőséget. 2005. május 29-én két évvel meghosszabbította szerződését.
A következő két szezonban egyre kevesebb és kevesebb lehetőséget kapott és a City 2007-ben úgy döntött, nem ajánl fel neki új szerződést.

### Burnley
A Burnley 2007. július 16-án ingyen leigazolta Jordant és egy három évre szóló kontraktust írattak alá vele. A 2008/09-es szezon végén csapatával bejutott a rájátszásba, melyet meg is nyertek és feljutottak a Premier League-be.

## Sikerei, díjai

### Burnley
- A  másodosztály rájátszásának győztese: 2008/09

## Külső hivatkozások
- Stephen Jordan pályafutásának statisztikái a Soccerbase oldalon (angolul)

- Stephen Jordan adatlapja a Burnley honlapján

## Fordítás
- Ez a szócikk részben vagy egészben  a   Stephen Jordan című angol Wikipédia-szócikk fordításán alapul.  Az eredeti cikk szerkesztőit annak laptörténete sorolja fel. Ez a jelzés csupán a megfogalmazás eredetét és a szerzői jogokat jelzi, nem szolgál a cikkben szereplő információk forrásmegjelöléseként.